# Narrenweisheit oder Tod und Verklärung des Jean-Jacques Rousseau
Narrenweisheit oder Tod und Verklärung des Jean-Jacques Rousseau ist ein 1952 erschienener historischer Roman von Lion Feuchtwanger. Der zeitliche Rahmen spannt sich von den letzten Lebensmonaten Jean-Jacques Rousseaus 1778 bis hin zur feierlichen Überführung seines Leichnams in das Pariser Panthéon 1794.

## Handlung
Der Marquis René Louis de Girardin erfährt durch einen Brief, dass der von ihm verehrte Philosoph und Schriftsteller Jean-Jacques Rousseau seiner Einladung, den Lebensabend bei ihm auf dem Gut Ermenonville zu verbringen, zu folgen gedenkt. Rousseau bewohnt fortan mit seiner Frau Thérèse und ihrer Mutter ein Sommerhaus, gelegen in dem nach Rousseaus Vorstellungen vom Marquis angelegten Park. In diesem hat der Philosoph eine kurze Begegnung mit dem Studenten Maximilien Robespierre. Thérèse wird als einfältig, dumpf und sinnlich beschrieben, sie lässt sich auf eine Affäre mit Nicolas, einem englischen Bediensteten des Marquis, ein. Auch Fernand, der Sohn des Marquis und ein ebenso glühender Verehrer des Philosophen wie sein Vater, kann sich der erotischen Ausstrahlung von Thérèse nicht entziehen.

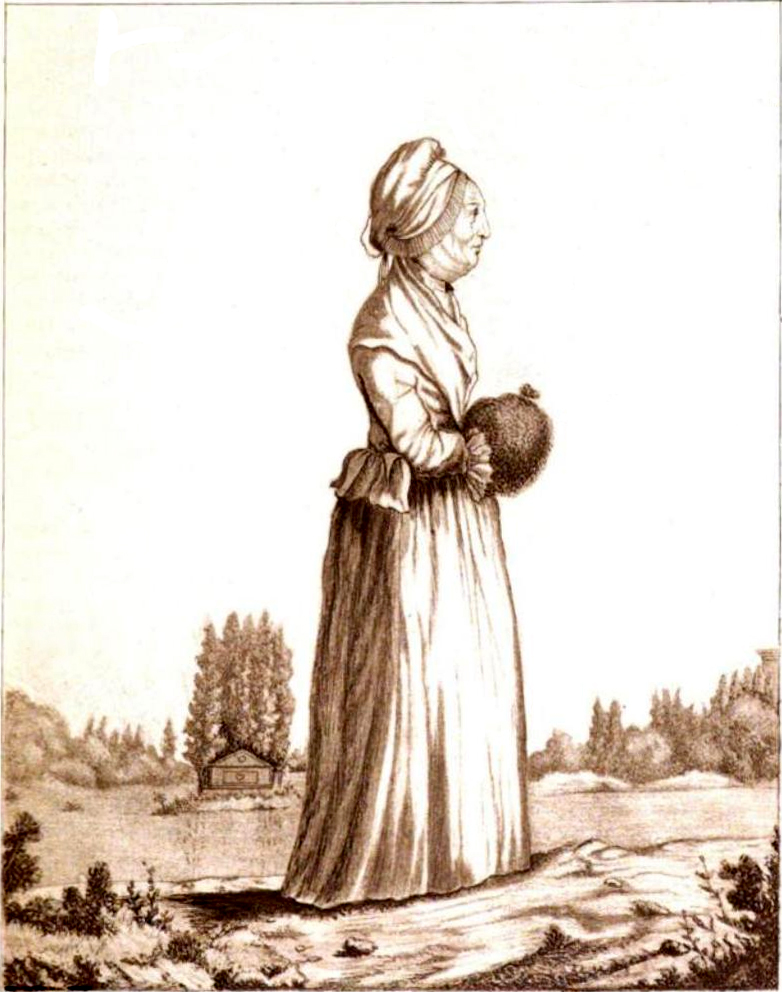
Thérèse Levasseur, Witwe Rousseaus, mit Muff, im Hintergrund sein Grabmal auf der Pappelinsel im Park von Ermenonville. Nach einer Sepia von Caroline Naudet

Eines Tages liegt Jean-Jacques tot in seinem Haus, eine blutige Wunde an der rechten Schläfe. Obwohl alles auf eine Ermordung durch Nicolas, den Liebhaber seiner Frau, hindeutet, wird ein Schlaganfall als Todesursache zu Protokoll gegeben. Jean-Jacques Rousseau wird auf einer Insel im Park beigesetzt. Als sich erneut Zweifel an der Todesursache regen, besucht Marie-Antoinette höchstpersönlich das Grabmal Jean-Jacques’, wodurch diese Gerüchte zum Schweigen gebracht werden.
Nicolas versucht sich die hinterlassenen Handschriften Rousseaus anzueignen, kann aber durch Madame Levasseur, die Mutter von Thérèse, vorerst auf Distanz gehalten werden. Fernand, den sein schlechtes Gewissen plagt, entscheidet sich, auf eigene Faust nach Amerika zu gehen und sich im Namen Jean-Jacques’ den Unabhängigkeitskämpfern unter George Washington anzuschließen.
Rousseaus letzte Ruhestätte wird zum Wallfahrtsort bedeutender Gelehrter und Aristokraten. Nach sieben Jahren kehrt Fernand mit Kriegsverletzung und erworbenem Gutsbesitz auf den Westindischen Territorien zurück. Er beginnt sich sofort in der Bewegung zu engagieren, die schließlich in die Französische Revolution mündet. Fernand wird Mitglied der Nationalversammlung und versucht die Lehren Rousseaus nach seinem Verständnis durchzusetzen. Rousseaus Ideen werden jedoch immer weiter von einzelnen Gruppierungen radikalisiert.
Im Laufe der Zeit wird den Girardins als „ehemaligen“ Adeligen immer mehr Misstrauen entgegengebracht. Robespierre übernimmt die Herrschaft und richtet sein Terrorregime ein. Schließlich werden auch die Girardins verdächtigt, Feinde der Republik zu sein. Der alte Marquis wird unter Hausarrest gestellt und muss miterleben, wie wütender Pöbel den Park und das Grab Rousseaus beschädigt. Fernand, aus Überzeugung allen Warnungen trotzend, wird in das Gefängnis La Bourbe gesteckt. Trotz der Gefahr, guillotiniert zu werden, verteidigt er weiterhin standhaft die Lehren Rousseaus. Auf Geheiß seines alten Freundfeindes, des Jakobiners Martin Catrou, wird die Familie Girardin rehabilitiert.
Der Roman endet mit der feierlichen Überführung von Rousseaus Überresten in das Panthéon.

## Hintergründe
Der Roman knüpft an die nicht völlig eindeutigen Todesumstände Rousseaus an. Die These, Rousseau habe Suizid begangen, spricht auch Madame de Staël explizit an. Ebenso aber könnte Rousseau auch zum Opfer der Eifersucht und Geldgier des Liebhabers seiner Frau geworden sein.
Dies nimmt Feuchtwanger an, verschiebt seine Vermutung aber durch die Entscheidung für den historischen Roman ins Fiktive. Ein Teil der Handlung dient dazu, verständlich zu machen, warum niemand von den Beteiligten ein Interesse daran hatte, die Wahrheit über dieses schmähliche Ende des ebenso großen wie umstrittenen Philosophen, Komponisten und Autors öffentlich zu machen. Feuchtwanger zeigt, wie die Rousseau-Verehrung in den verschiedenen Schichten der Gesellschaft zu völlig verschiedenen politischen Konsequenzen führt – Fernand de Girardin, der Held des Buches, ist ein ebenso glühender Rousseauist wie Vincent Huret, der ihn ins Gefängnis bringt, ja, sogar Marie-Antoinette, die Königin huldigt dem Propheten der Natürlichkeit und wird von den Jakobinern in seinem Namen guillotiniert.
Zugleich arbeitet Feuchtwanger in seinem Bemühen, Verständnis für den jakobinischen Terror aufzubringen, seine eigene innere Auseinandersetzung mit dem stalinistischen Terror ab. Die Beschreibung des Lebens im Gefängnis La Bourbe während der Revolution gehört zu den stärksten Passagen des Romans. Die Einbeziehung des karibischen Raums während der Revolution bereitet Alejo Carpentiers El siglo de las luces vor.

## Figuren

### Historisch
- Jean-Jacques Rousseau
- Achille Guilleaume Lebègue de Presle, Rousseaus Freund und Arzt
- Thérèse Levasseur, Rousseaus Lebensgefährtin und Gattin
- Madame Levasseur, Thérèses Mutter
- Nicolas Montretout alias John Bally, der Diener Girardins, mit dem Thérèse später zusammenzieht.
- Marquis René Louis de Girardin
- Maximilien de Robespierre
- Antoine de Saint-Just
- Louis-Michel Le Peletier de Saint-Fargeau
- Vincent Ogé, Politiker aus Saint-Domingue
- Friedrich Melchior Grimm
- Paul Claude Moultou, Pastor, Mitherausgeber der nachgelassenen Werke Rousseaus
- Ludwig XVI.
- Marie-Antoinette
- Joseph II.

### Fiktiv
- Fernand de Girardin, Graf Brégy (Zusammenziehung der vier historischen Söhne des Marquis Girardin)
- Monsieur Robinet, Generalsteuerpächter und Kaufmann
- Gilberte Robinet de LaTour, Monsieur Robinets Enkelin, Fernands Verlobte
- Mathieu de Courcelles, Gilbertes Ehemann
- Marie-Sidonia, Tochter von Gilberte und Mathieu
- Eugénie Maillart, Schauspielerin, Darstellerin der "Vernunft", Geliebte von Le Peletier
- François Remont, Sergeant, Halbbruder von Thérèse Levasseur
- Martin Catrou, Jakobiner, Freund und Gegenspieler Fernands
- Vincent Huret, Jakobiner, Bürgermeister von Senlis
- Maître Gibert, Advokat in Senlis

## Kritik
Iring Fetscher (1977): Lion Feuchtwangers Rousseau-Roman erhebt nicht den Anspruch wissenschaftlicher Geschichtsschreibung, und doch vermag er besser als manches Fachbuch Rousseaus Leben in seiner gesellschaftlichen Umwelt während der letzten Lebensjahre als Gast des Marquis de Girardin zu verlebendigen. Gewiss, der Romancier hat sich manche Freiheiten erlaubt, aber die Grundtatsachen hat er richtig wiedergegeben, soweit wir das heute überhaupt tun können. Weit wichtiger aber als die Rekonstruktion des Lebens, Leidens und Sterbens des einsamen Philosophen ist die äußerst gelungene Veranschaulichung der Wirkungsgeschichte des Denkers, die Lion Feuchtwanger seinem Roman einverwoben hat.

## Ausgaben
- Erstausgabe: Frankfurter Verlagsanstalt, Frankfurt am Main 1952, in rotem Leinen gebunden, 484 S.
- Goverts, Frankfurt am Main 1978, Mit Nachwort von Iring Fetscher, ISBN 3-7740-0478-1.
- Gesammelte Werke in Einzelbänden Bd. 14: Aufbau, Berlin 1995, ISBN 3-351-02215-8.
- Taschenbuch: Aufbau Taschenbuch Verlag, Berlin 1995, ISBN 3-7466-5015-1.
- Bibliothek der Süddeutschen Zeitung Bd. 88. Süddeutsche Zeitung, München 2008, ISBN 3-86615-538-7.